# Carl Nicolai Petersen
Carl Nicolai Petersen (10. juni 1802 i København – 9. august 1876 på Frederiksberg) var en dansk embedsmand og politiker, far til Eugen Petersen og Alexis Petersen-Studnitz.

## Embedsmand
Han var søn af silke- og klædekræmmer Nicolay Petersen (1758-1811) og Gyde Kirstine Hansen (1774-1845), blev 1820 student fra Metropolitanskolen og 1824 cand. jur. Petersen blev 1826 volontør i Danske Kancelli, 1828 auditør i Arméen, tjenstgørende ved 3. jydske Infanteriregiment i Aalborg, 1829 garnisonsauditør i København, 1833 overauditør og 28. oktober 1836 Ridder af Dannebrog. Han havde som
sådan flere vigtige sager at behandle og gjorde sig tidlig bekendt som en udmærket forhørsdommer. 
Han fik 1838 afsked fra Hæren og blev udnævnt til byfoged i Holstebro samt herredsfoged i Hjerm og Ginding Herreder, blev 1846 justitsråd og 1847 byfoged og byskriver i Hjørring, herredsfoged og skriver i Vennebjerg Herred. 1851 blev han birkedommer og skriver samt politimester i Københavns Amts søndre Birk, 1867 etatsråd, og fik 1871 afsked fra statstjenesten og blev udnævnt til Dannebrogsmand.
Han var 1841 ledende medlem i Kommissionen angående den dronninglundske sag, 1857 i Kommissionen angående besvigelser på Odense Herreds kontor, 1855 medlem af Kommissionen om brandvæsenet på landet og havde en væsentlig andel i udarbejdelsen af de kommunale vedtægter for Frederiksberg Kommune.

## Politiker
Carl Nicolai Petersen var fra den 5. oktober 1848 til den 5. juni 1849 medlem af Den Grundlovgivende Rigsforsamling for Ringkøbing Amts 3. Distrikt (Holstebro). Han blev medlem af Værnepligtsudvalget og tog megen del i denne sags behandling, talte varmt for at sikre embedsmændenes uafhængighed, men hørte ellers i grundlovssagen til højre side og stemte for en mere konservativ ordning af Landstinget. 
Han stillede forgæves op til Folketinget i 1849, men blev valgt for Holstebrokredsen 4. august 1852 og sad til 27. maj 1853, hvor han på tinge som nationalliberal stemte imod toldgrænsens flytning, men for Arvefølgeloven. Han blev atter valgt i sin gamle kreds 14. juni 1855 og sad til 14. juni 1858 og tog væsentlig del i behandlingen af loven om brand- og bygningsvæsen på landet. 1865 blev han medlem af Rigsrådets Folketing (for Holstebro), hvor han stemte for den gennemsete Grundlov.

## Ægteskab
Petersen ægtede den 15. juni 1839 i Helligåndskirken Augusta Alexandrine Flensborg (8. februar 1816 i København - 22. marts 1902 på Frederiksberg), datter af kaptajn, senere kontreadmiral Christian Peter Flensborg og Cathrine Marie Alexandrine født d'Origny.
Han er fotograferet af Ludvig Grundtvig og P.C. Koch (Det Kongelige Bibliotek).